# Hirokin (luna)
Hirokin je retrogradni naravni satelit Saturna iz Nordijske skupine.

## Odkritje in imenovanje
Luno Hirokin so odkrili  Scott S. Sheppard, David C. Jewitt,  Jan Kleyna in Brian G. Marsden 26. junija leta 2006 na posnetkih, ki so jih naredili med 12. decembrom 2004 in 30. aprilom 2006. Njeno začasno ime je bilo S/2004 S 19. Uradno ime je dobila leta 2007 po velikanki Hirokin iz nordijske mitologije.